# Rečice (Olovo, BiH)
Rečice su naseljeno mjesto u općini Olovo, Federacija Bosne i Hercegovine, BiH.

## Povijest
Do potpisivanja Daytonskog mirovnog sporazuma bilo je dio istoimenog naseljenog mjesta u sastavu općine Han Pijesak koja je ušla u sastav Republike Srpske.

## Stanovništvo

### 1991.
Nacionalni sastav stanovništva 1991. godine, bio je sljedeći:
ukupno: 46
- Srbi - 45
- ostali, neopredijeljeni i nepoznato - 1

### 2013.
Prema popisu iz 2013. godine bilo je bez stanovnika.